# Veszprémfajsz
Veszprémfajsz [vesprémfajs] (německy Fais) je obec v Maďarsku v župě Veszprém, spadající pod okres Veszprém. Nachází se asi 6 km jihozápadně od Veszprému. V roce 2015 zde žilo 258 obyvatel. Dle údajů z roku 2011 tvoří 95,3 % obyvatelstva Maďaři a 25,8 % Němci, přičemž 3,9 % obyvatel se ke své národnosti nevyjádřilo.

## Sousední obce
| Růžice kompasu |              | Nemesvámos    | Veszprém | Růžice kompasu |
| Růžice kompasu | Hidegkút     | Sever         | Felsőörs | Růžice kompasu |
| Růžice kompasu | Hidegkút     | Veszprémfajsz | Felsőörs | Růžice kompasu |
| Růžice kompasu | Hidegkút     | Jih           | Felsőörs | Růžice kompasu |
| Růžice kompasu | Balatonfüred | Csopak        | Paloznak | Růžice kompasu |